# Tachytrechus auratus
Tachytrechus auratus är en tvåvingeart som först beskrevs av Aldrich 1896.  Tachytrechus auratus ingår i släktet Tachytrechus och familjen styltflugor. Inga underarter finns listade i Catalogue of Life.